# Lagenophorinae
Lagenophorinae es una subtribu perteneciente a la subfamilia Asteroideae dentro de las asteráceas.

## Descripción
Las especies de esta subtribu son hierbas y subarbustos, anuales o perennes. Las hojas se producen en rosetas basales, mientras que a lo largo del tallo están dispuestas de una manera alterna. Las inflorescencias son solitarias. Las cabezas de las flores constan de un pedúnculo que soporta una carcasa compuesta de diferentes brácteas de tipo herbáceo, dispuestos en varias series que sirven como protección para el receptáculo de forma plana o cónica convexa (como en Pytinicarpa ) o cóncava (como en Thespis) , donde se encuentran dos tipos de flores: las flores externas, liguladas dispuestas en 2-4 series con la corola de lóbulos blancos, y flores internas tubulares hermafroditas o , a menudo, masculina. Las frutas son aquenio comprimidos con 2 nervios y glándulas, persistentes o caducas en forma de pico. Las cerdas no terminan con la forma de un ancla. El vilano está a menudo ausente. 
El " hábitat es variado y depende del clima de pertenecer a la especie en cuestión (especialmente tropicales ). 
especies de este grupo se distribuyen principalmente en Australasia . L

## Distribución
El hábitat es variado y depende del clima en que se encuentra la especie en cuestión (especialmente tropicales). Las especies de este grupo se distribuyen principalmente en Australasia.

## Géneros
La subtribu comprende 12 géneros con unas 54 especies.
| Géneros                                 | N. especies                               | Distribución                            |
| --------------------------------------- | ----------------------------------------- | --------------------------------------- |
| Keysseria Lauterb., 1914                | 12 spp.                                   | Indonesia y Hawái                       |
| Lagenophora Cass., 1816                 | 14 spp.                                   | Australasia y América Central y del Sur |
| Lagenocypsela Swenson & K. Bremer, 1994 | 2 spp.                                    | Nueva Guinea                            |
| Myriactis Less., 1831                   | 2 spp.                                    | América tropical y Asia Oriental        |
| Pappochroma Raf., 1836                  | 9 spp.                                    | Australia                               |
| Piora J.T. Kost., 1966                  | 1 sp. Piora ericoides J.T. Kost.          | Nueva Guinea                            |
| Pytinicarpa G.L. Nesom, 1994            | 2 spp.                                    | Nueva Caledonia y Fiyi                  |
| Rhamphogyne S. Moore, 1914              | 2 spp.                                    | Nueva Guinea                            |
| Rhynchospermum Reinw., 1825             | 1 sp. Rhynchospermum verticillatum Reinw. | Asia Oriental                           |
| Sheareria S. Moore, 1875                | 2 spp.                                    | China                                   |
| Solenogyne Cass., 1827                  | 3 spp.                                    | Australia y Tasmania                    |
| Thespis DC. in Guill., 1833             | 3 spp.                                    | Sur de Asia                             |